# الدعوة (فلم 2022)
الدعوة (بالإنجليزية: The Invitation) هو فيلم رعب أمريكي لعام 2022، من إخراج جيسيكا تومسن، وسيناريو بلير بتلر، وإنتاج إميل غلادستون، ومن بطولة ناتالي إيمانويل وتوماس دوهيرتي، الفيلم مستوحى من رواية دراكولا من تأليف برام ستوكر.
تم عرض الفيلم بشكل مسرحي في الولايات المتحدة في 26 أغسطس 2022.

## طاقم التمثيل
- ناتالي إيمانويل بدور إيفي
- توماس دوهيرتي بدور والتر
- ستيفاني كورنيليوسن في دور فيكتوريا
- الانا بودن بدور لوسي
- كورتني تايلور في دور غريس
- هيو سكينر في دور أوليفر
- شون برتوي بدور السيد فيلد

## روابط خارجية
- مقالات تستعمل روابط فنية بلا صلة مع ويكي بيانات